# آمو خارازیان
آمو قوندی خارازیان (ارمنی: Ամո Խարազյան؛  زادهٔ ۸ آوریل ۱۸۸۰ - درگذشته ۶ اوت ۱۹۵۷) نمایشنامه‌نویس بازیگر و کارگردان تئاتر اهل ارمنستان بود.

## زندگی‌نامه
وی با نام اصلی هامازاسپ خارازیان (ارمنی: Համազասպ Խարազյան) در ۸ آوریل ۱۸۸۰ در تفلیس به دنیا آمد و از مدرسه نرسیسیان فارغ‌التحصیل گشت، وی همچنین برنده جوایزی همچون هنرمند مردمی ارمنستان شوروی و نشان پرچم سرخ کار شد. وی در ۶ اوت ۱۹۵۷ در سن ۷۷ سالگی در ایروان درگذشت.

## نگارخانه

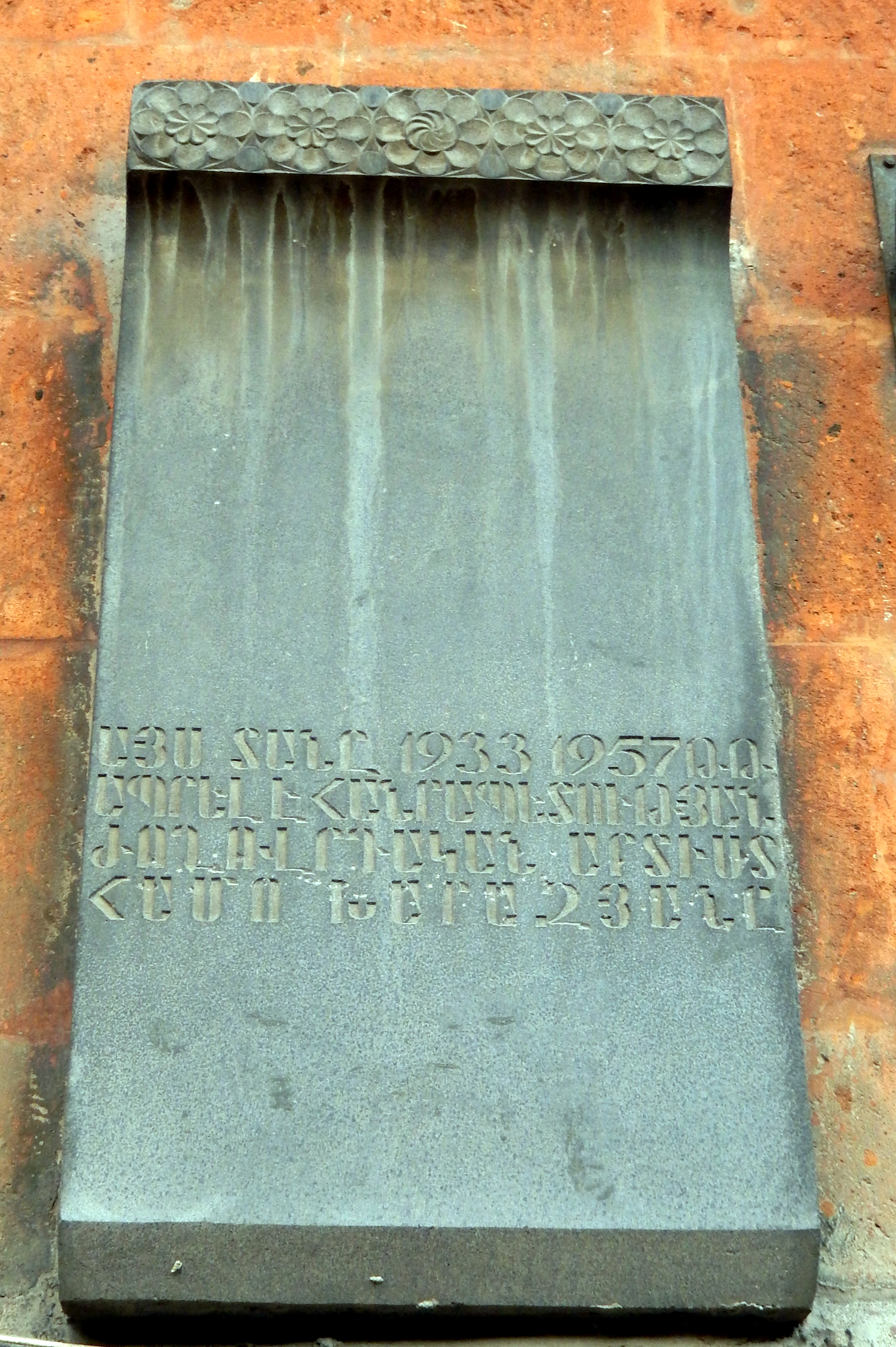